# Nyctemera perspicua
Nyctemera perspicua là một loài bướm đêm thuộc phân họ Arctiinae, họ Erebidae.